# Louise-Élisabeth d'Orléans
Ne doit pas être confondu avec Marie-Louise-Élisabeth d’Orléans.
Titre
Reine consort d'Espagne
15 janvier – 31 août 1724
(7 mois et 16 jours)
Louise-Élisabeth d’Orléans, dite Mademoiselle de Montpensier, est née le 11 décembre 1709 au château de Versailles et morte le 16 juin 1742 au palais du Luxembourg. Membre de la maison capétienne d’Orléans, elle est l'une des nombreuses filles du régent Philippe d'Orléans et de Françoise-Marie de Bourbon, fille légitimée de Louis XIV.
Elle est reine d'Espagne pendant sept mois en 1724 par son mariage avec Louis Ier. Peu appréciée de la cour d'Espagne, elle est renvoyée en France à la suite du décès prématuré de son époux.

## Biographie

### Jeunesse

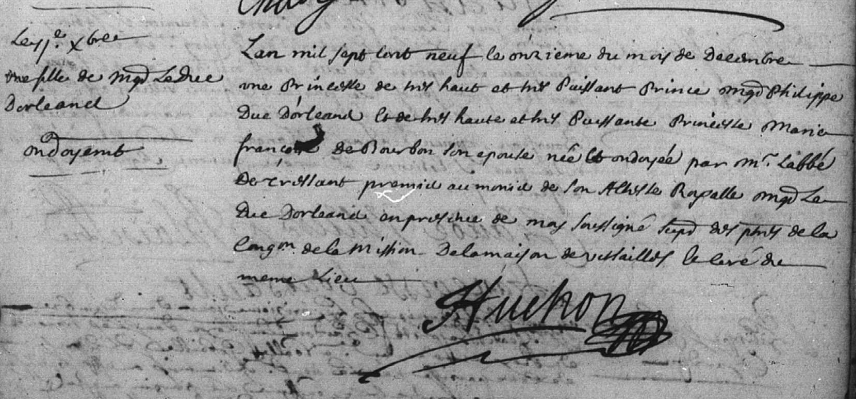
Acte de naissance (acte d'ondoiement) de Louise-Élisabeth d'Orléans le 11 décembre 1709 au château de Versailles, fille du duc et de la duchesse d'Orléans.

Sixième enfant et cinquième fille du duc d'Orléans, neveu de Louis XIV, la princesse est également par sa mère une petite-fille de ce dernier.
Louise-Élisabeth d'Orléans naît le 11 décembre 1709 à Versailles pendant la guerre de Succession d'Espagne qui accule le royaume à la ruine. L'hiver de cette année 1709 est particulièrement rigoureux et provoque un grand nombre de victimes.[pertinence contestée] La princesse est ondoyée le jour de sa naissance dans la chambre de la duchesse d'Orléans par l'abbé de Tressan, premier aumônier du duc d'Orléans, en présence de Claude Huchon, curé de l'église Notre-Dame de Versailles, la paroisse du château de Versailles.
Il n'est question à la cour que du mariage du duc de Berry Charles de France, petit-fils du roi. La guerre empêchant une alliance avec une cour étrangère, c'est parmi les princesses de son sang que le roi doit trouver une épouse pour son petit-fils. Les Orléans sont de nouveau les rivaux des Bourbon-Condé mais c'est une Orléans, la sœur aînée de Louise-Élisabeth qui est choisie.
Louise-Élisabeth d'Orléans reçut une éducation peu soignée, le duc et la duchesse d'Orléans s'occupant peu de leurs enfants. Le duc devient régent en 1715. La duchesse, égocentrique, ne bougeait pas de son canapé [réf. souhaitée]. La grand-mère de la princesse, la fameuse Palatine, toujours humiliée par le mariage de son fils, recluse dans ses appartements, se consacrait à sa correspondance et à ses chiens. Louise-Elisabeth aurait été traditionnellement appelée à épouser un obscur prince allemand ou italien, ou à devenir abbesse d'un chapitre de dames nobles, mais son destin fut tout différent.

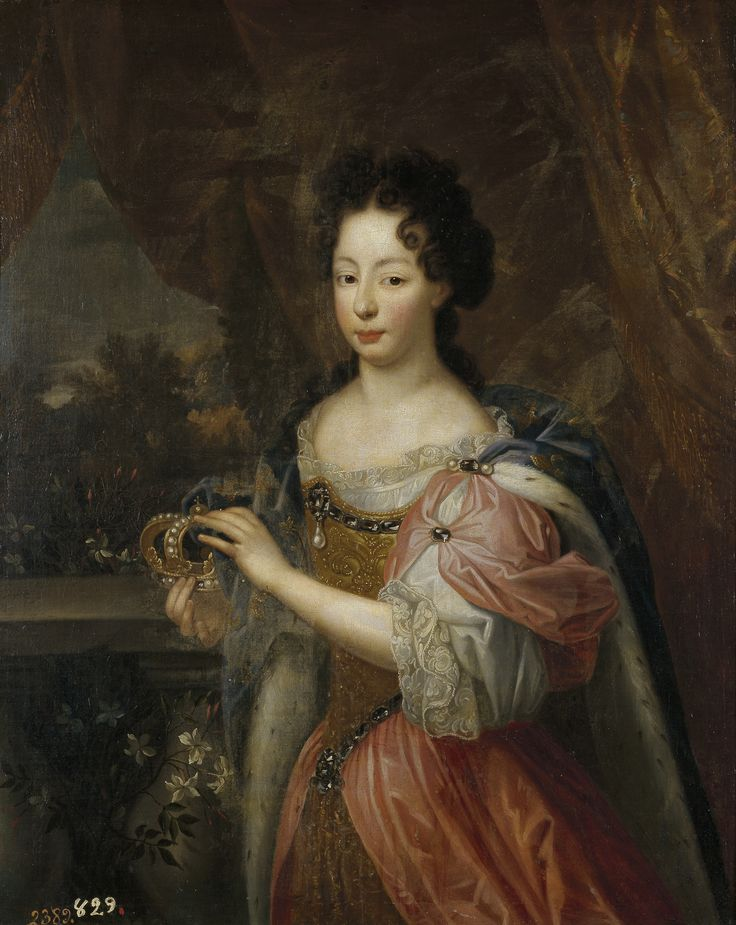
Portrait dit de Mademoiselle de Montpensier (mais à la mode de 1685 environ, ne pouvant en réalité représenter Louise-Élisabeth d'Orléans.)

Depuis 1715, son père exerce la régence durant la minorité de Louis XV. La guerre oppose la France et les autres puissances de la Quadruple-Alliance à l'Espagne. Mais en 1720, convaincu de la nécessité de faire la paix, Philippe V d'Espagne propose des mariages : sa fille Marie-Anne-Victoire d'Espagne, âgée de trois ans épouserait Louis XV, et son fils aîné Louis, prince des Asturies, épouserait une fille du Régent.
Toutefois, à cette date, les filles aînées du duc d'Orléans sont mariées. Il ne reste que Louise-Élisabeth (Mademoiselle de Montpensier), dix ans et ses sœurs, Mademoiselle de Beaujolais, cinq ans et Mademoiselle de Chartres, quatre ans. Il est décidé que Mademoiselle de Montpensier épouserait l'héritier du trône espagnol et que Mademoiselle de Beaujolais serait fiancée à l'infant Charles, troisième fils du roi d'Espagne, mais issu de son second mariage avec l'ambitieuse princesse de Parme Élisabeth Farnèse.

### Reine d'Espagne
Le 22 octobre 1721, Louise-Élisabeth d'Orléans est baptisée[Information douteuse] en la chapelle du Palais-Royal à Paris par Louis de la Vergne de Tressan, devenu entre-temps évêque de Nantes. Son parrain est son frère le duc de Chartres Louis d'Orléans (1703-1752) et sa marraine est sa grand-mère paternelle Élisabeth-Charlotte de Bavière, veuve de Monsieur. La jeune princesse est échangée contre la princesse Marie-Anne-Victoire d'Espagne, sur l'île des Faisans en plein milieu du fleuve frontalier de la Bidassoa le 9 janvier 1722, tout comme soixante ans auparavant Louis XIV et l'infante Marie-Thérèse s'étaient rencontrés.
Le mariage est célébré le 20 janvier 1722. Louise-Élisabeth vient d'avoir 12 ans et son mari, 14. La Cour surveille Élisabeth, on l'espionne, on la soupçonne de tous les maux. La princesse des Asturies se renferme sur elle-même. Elle se venge en faisant mille espiègleries et caprices, se moque de ses dames de compagnie et, dit-on, entraîne ses caméristes à des « jeux interdits ».
Le 15 janvier 1724, Philippe V abdique en faveur de son fils aîné, qui devient le roi Louis Ier. Élisabeth devient donc reine à quatorze ans, mais le couple immature ne s'entend pas. Après sept mois de règne, Louis meurt sans enfant le 31 août suivant et Philippe V reprend sa couronne. Le régent de France est mort l'année précédente, et son cousin et rival le duc de Bourbon est aux commandes de l'État. Il n'a que faire d'une reine veuve de la maison d'Orléans.

### Retour en France

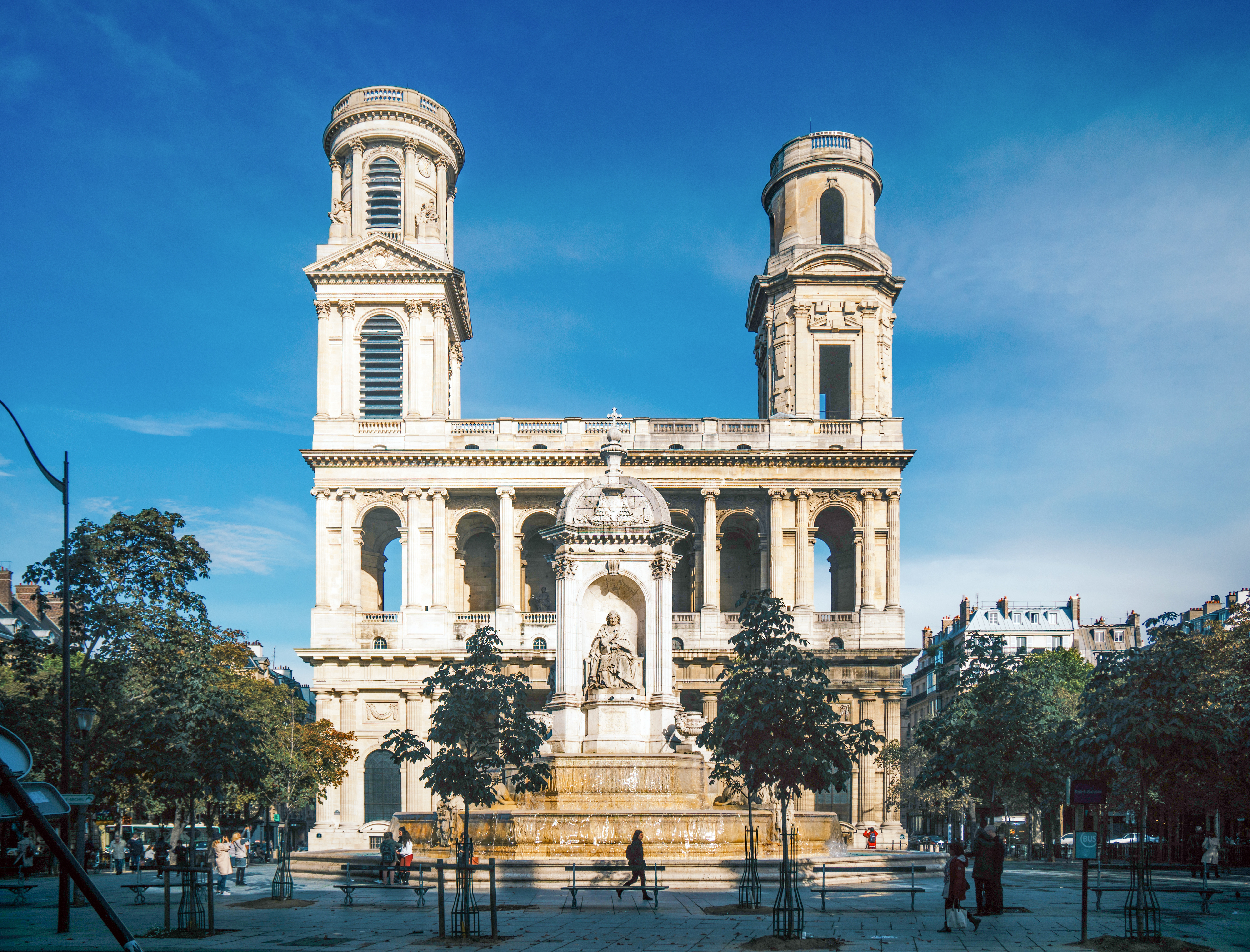
Église Saint-Sulpice de Paris.

Louise-Élisabeth, veuve à quinze ans, est tenue sous surveillance étroite, dans le plus grand dénuement, d'autant que la France rompt les fiançailles du jeune Louis XV et renvoie l'infante Marie-Anne-Victoire. Le 15 mars 1725, Louise-Élisabeth quitte l'Espagne et regagne discrètement Paris où elle arrive le 23 mai. Elle s'installe d'abord au château de Vincennes puis au palais du Luxembourg, où elle vit dans la piété.
Louise-Élisabeth d'Orléans meurt dans l'oubli à seulement trente-deux ans, le 16 juin 1742, au palais du Luxembourg. Elle est inhumée le 21 juin en l'église Saint-Sulpice de Paris, dans un caveau spécial près du pilier de l'Évangile, qui est profané et détruit pendant la Révolution française.

## Dans la fiction
Les circonstances entourant le double mariage de Louise-Élisabeth d'Orléans avec le prince héritier espagnol Louis, ainsi que de Louis XV et de Marie-Anne-Victoire d'Espagne, forment la trame du roman L'Échange des princesses (2013) de Chantal Thomas. Dans l'adaptation au cinéma du roman, réalisée en 2017 par Marc Dugain, le rôle de Louise-Élisabeth est interprété par Anamaria Vartolomei.